# Уилкинс, Джон
Джон Уи́лкинс (Джон Ви́лкинс; англ. John Wilkins, 14 февраля 1614—1672) — британский священник и полимат, один из основателей Лондонского Королевского общества. Епископ Честера с 1668 года до своей смерти.
Джон Уилкинс — один из немногих людей, которые занимали должности руководителей колледжей и Оксфордского, и Кембриджского университетов. В сложных условиях гражданской войны и религиозной конфронтации в Англии Уилкинс сумел стабилизировать обстановку в Оксфорде и принял участие в создании Лондонского Королевского общества.
Является одним из основателей естественной теологии, совместимой с европейской наукой того времени. Среди трудов Уилкинса наиболее известен его «Опыт о подлинной символике и философском языке» (1668), в котором, среди прочего, Уилкинс предложил универсальный язык и десятичную систему мер, которая впоследствии стала основой метрической системы.

## Биография

### Ранние годы
Вопрос о месте рождения Уилкинса остаётся спорным. Согласно некоторым источникам, он родился в деревне Кэнонс Эшби, графство Нортгемптоншир, согласно другим — в Фосли. Родителями Джона были ювелир Уолтер Уилкинс (ум. 1625) и Джейн Дод, дочь священника Джона Дода. После смерти мужа мать Джона вновь вышла замуж, и во втором браке родила его сводного брата Уолтера, впоследствии — известного астронома и поэта.
Джон Уилкинс получил образование в Оксфорде, где учился сначала в колледже New Inn Hall, затем в Хэртфорд-колледже. В Хэртфорд-колледже наставником Уилкинса был известный пресвитерианин Джон Томбс, а курс астрономии вёл первый Савильский профессор астрономии Оксфорда Джон Бейнбридж. Уилкинс получил степень бакалавра в 1631 году и степень магистра в 1634 году.
В 1637 году Уилкинс поселился в Фосли — имении дворянского рода Найтли, которому служил он сам, а также клан его матери (семья Дод). Покровителем семьи Дод был Ричард Найтли — в прошлом член парламента и шериф Нортгемптоншира. В феврале 1638 года Д.Уилкинс был рукоположён в священники церкви Англии в кафедральном соборе Христа в Оксфорде, после чего служил духовником у лорда Сей и Сил, а с 1641 года — у лорда Беркли. С 1644 года он стал капелланом у жившего в изгнании в Лондоне курфюрста Пфальца Карла Людвига, приходившегося племянником английскому королю Карлу I.

### В Лондоне, Оксфорде и Кембридже
В Лондоне Уилкинс входил в кружок учёных-сторонников экспериментальной философии, сформировавшийся вокруг Чарльза Скарборо, врача-роялиста, который прибыл в Лондон летом 1646 года, после того как Оксфорд был взят силами сторонников парламента. В этот кружок входили такие учёные как Джордж Энт, Сэмюэл Фостер, Фрэнсис Глиссон, Джонатан Годдард, Кристофер Меррет, Джон Валлис, Уильям Гарвей и Сет Уорд. Этот кружок, получивший неофициальное название «группа 1645», был описан много позже Уоллисом, который также упоминает среди участников Теодора Хаака. Ряд участников «Группы 1645» впоследствии сформировали Оксфордский философский клуб — один из предшественников Королевского общества.
После заключения Вестфальского мира в 1648 году Карл Людвиг вернулся в Европу, где получил в правление земли отца и стал новым, восьмым курфюрстом Пфальца, а Уилкинс в 1648 году занял в Оксфорде, в Уэдхем-колледже должность уордена (одно из высших должностных лиц колледжа, отвечающее за руководство научными исследованиями и представление колледжа в обществе), что благоприятно сказалось на развитии колледжа. Политика Уилкинса способствовала созданию атмосферы политической и религиозной терпимости в колледже и привлечению талантливой молодёжи, в частности Кристофера Рена. Несмотря на то, что Уилкинс был сторонником Оливера Кромвеля, в колледже учились и дети роялистов. Уилкинс сформировал в Оксфорде группу учёных, заинтересованных в развитии экспериментальной науки, которая в 1650 году получила статус клуба со своими правилами. Кроме прежних единомышленников Уилкинса из лондонской «Группы 1645» (Годдард, Уоллис, Уорд, Рен — молодой протеже Скарборо), в состав клуба вошли, по оценке Томаса Спрэта, такие учёные как Ральф Батерст, Роберт Бойль, Уильям Петти, Лоуренс Рук, Томас Уиллис, и Мэттью Рен. Постепенно к деятельности клуба подключился Роберт Гук, который в 1653 году прибыл из колледжа Крайст-Чёрч. Гук стал известен Уилкинсу как техник (возможно через Ричарда Басби) и стал сначала помощником Уилкинса, а с 1658 года работал с Бойлем.
В 1656 году Джон Уилкинс женился на Робине Френч (урожденной Кромвель), младшей сестре Оливера Кромвеля, овдовевшей в 1655 году (её муж Питер Френч был каноником оксфордского колледжа Крайст-Черч). Став зятем Кромвеля, Уилкинс получил доступ в высшие слои британского общества. В 1658 году, незадолго до своей смерти, О.Кромвель назначил Уилкинса мастером Тринити-колледжа в Кембридже, это назначение было подтверждено сыном Кромвеля Ричардом, который сменил отца на посту лорда-протектора. За время пребывания в должности Уилкинс стал другом и покровителем Исаака Барроу.

### После Реставрации Стюартов

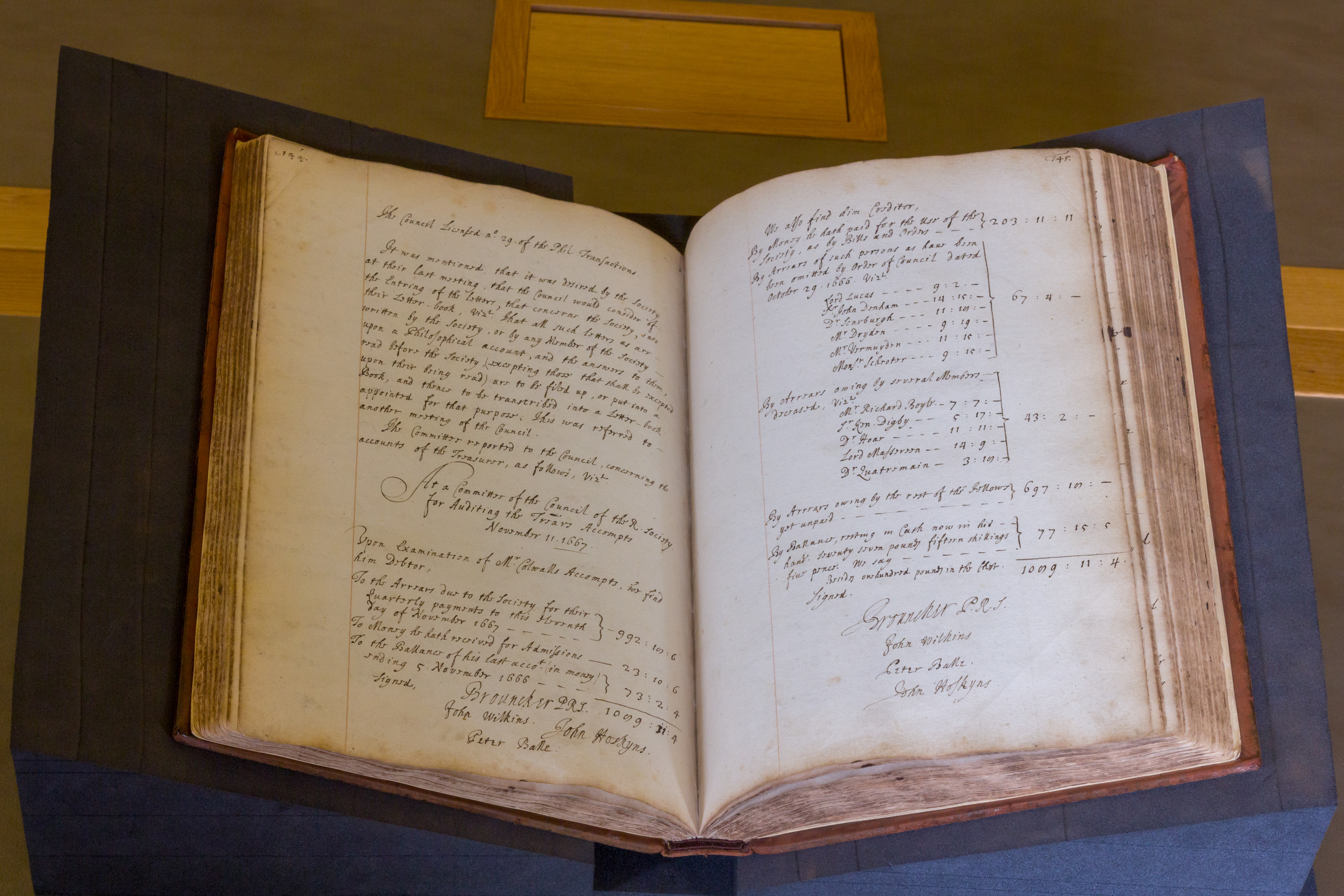
Подпись Уилкинса в качестве секретаря на финансовом отчёте Королевского общества 1667 года

После реставрации Стюартов в 1660 году, новые власти лишили Уилкинса должности в Тринити-колледже, сделав его пребендарием Йорка и ректором в Крэнфорде, в то время пригороде Лондона. В 1661 году он был переведён на должность проповедника в Грейс-инн, а в 1662 году — викария прихода собора Святого Лаврентия на Грэшем-стрит. Во время большого пожара в Лондоне 1666 года в огне погибла библиотека и научные приборы Уилкинса.
В ноябре 1660 года Уилкинс, вместе с единомышленниками по Оксфордскому философскому клубу, стал одним из членов-основателей Королевского общества и был избран одним из двух его секретарей. Вторым секретарём Королевского общества был Генри Ольденбург, с которым Уилкинс познакомился в Оксфорде в 1656 году.

### Епископ Честера
В 1666 году Уилкинс стал викарием Поулбрука в графстве Нортгемптоншир, в 1667 году — пребендарием Эксетера и в 1668 году — пребендарием собора Святого Павла и епископом Честера. Последнюю должность он получил благодаря влиянию герцога Джорджа Вильерса — выпускника Тринити-колледжа и члена Королевского общества. Вильерс отличался умеренными взглядами в отношении конфликта пресвитериан и индепендентов и был сторонником мирного урегулирования внутрицерковных разногласий, Уилкинс разделял этот подход.
Сразу же после своего рукоположения в епископы Честера, Уилкинс высказался против использования уголовного законодательства в отношении нонконформистов и попытался заручиться в этом вопросе поддержкой со стороны других умеренных епископов. В 1668 году состоялись переговоры с участием Уилкинса и известного теолога Иезекии Бёртона с представителями инакомыслящих — Уильямом Бейтсом, Ричардом Бакстером и Томасом Ментоном по вопросам урегулирования конфликта в англиканской церкви. Уилкинс предлагал пресвитерианам остаться в составе англиканской церкви, выведя из неё индепендентов.
Д.Уилкинс умер в Лондоне в ноябре 1672 года от мочекаменной болезни.

## Вклад в науку

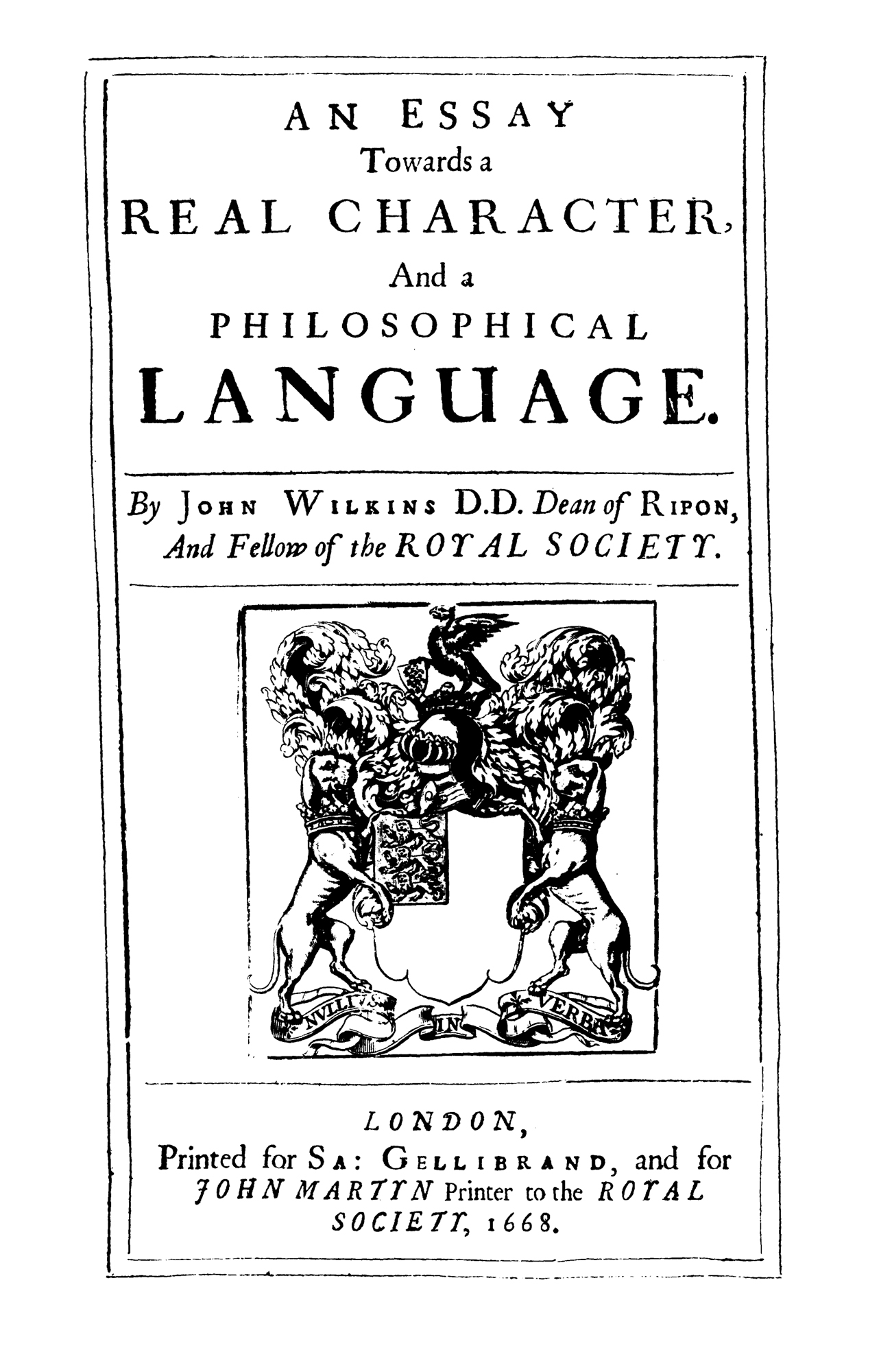
Фронтиспис книги Опыт о подлинной символике и философском языке (1668)

Ранние труды Уилкинса носили фантастико-утопический характер. Его первые книги — «Открытие лунного мира» (англ. The Discovery of a World in the Moone, 1638) и
«Рассуждение о новой планете» (англ. A Discourse Concerning a New Planet, 1640), написанные под явным влиянием сочинения Ф. Годвина («Человек на Луне», 1638), посвящены рассуждениям о сходстве между Землёй и Луной, на основании чего Уилкинс предполагает, что на Луне обитают живые существа — селениты. В третье издание «Открытия лунного мира» (1640) была включена глава о реальности путешествия людей на Луну.
В 1641 году Уилкинс анонимно публикует трактат под названием «Меркурий, или тайный и быстрый посланник» (англ. Mercury, or the Secret and Swift Messenger), посвящённый криптографии; возможно, это сочинение также написано под влиянием Годвина, опубликовавшего в 1629 году собственный трактат по криптографии Nuncius inanimatus.
Трактат Уилкинса «Экклезиаст» (1646), впоследствии неоднократно переиздававшийся, содержит анализ всех доступных комментариев Библии и предназначен для подготовки проповедей. Наряду с содержанием, Уилкинс большое внимание уделяет также стилю чтения проповедей, указывая на необходимость ухода от стиля Цицерона и использованию прямых эмоциональных стимулов.
В 1648 году выходит в свет «Математическая магия» (англ. Mathematical Magick) Уилкинса с посвящением его подопечному принцу Карлу Людвигу. Книга состояла из двух частей; первая часть, под названием «Архимед», была посвящена описанию традиционных механических устройств, таких как рычаг, весы, блок а вторая, более беллетризованная — «Дедал» — более сложным устройствам и механическим машинам. В «Дедале» рассказывается, в частности, что английский монах Эйлмер в XI веке, пользуясь механическими крыльями, совершил полёт с колокольни собора. В дальнейших примерах и рассуждениях о «летучих людях» Уилкинс описывает некую «летающую колесницу» — конструкцию, весьма напоминающую современный аэроплан. Уилкинс ссылается при этом на труды как древних учёных, так и своих современников, таких как Гвидобальдо дель Монте и Марен Мерсенн, а также упоминает книгу Годвина «Человек на Луне», герой которой использовал птиц для полёта на Луну.
В труде «Рассуждение о красоте провидения» (англ. Discourse Concerning the Beauty of Providence, 1649) Уилкинс придерживался точки зрения, что божественное провидение куда глубже, нежели об этом говорят его нынешние интерпретаторы. Это укрепило репутацию Уилкинса после реставрации Стюартов.
В 1654 году Уилкинс вместе с Сетом Уордом выступили против влиятельного клирика Джона Уэбстера, который в своём трактате Academiarum Examen повёл атаку против методов преподавания в Оксфорде и Кембридже, требуя ввести обучение астрологии и алхимии. Стремясь заручиться поддержкой военных и политических кругов, Уэбстер направил свой трактат генералу Джону Ламберту, а также в бербонский  парламент. В ответ на это Уилкинс и Уорд выступили со своим трактатом Vindiciae academiarum (1654), в котором отстаивали более умеренную программу реформы преподавания, частично уже реализованную к тому времени. Уилкинс и Уорд утверждали, что Уэбстер не в курсе последних изменений в преподавании, и непоследователен в своих взглядах, защищая одновременно Бэкона и Фладда, чьи методы были несовместимы.
В лексикографических трудах Уилкинс сотрудничал с известным учёным и церковным деятелем Уильямом Ллойдом.

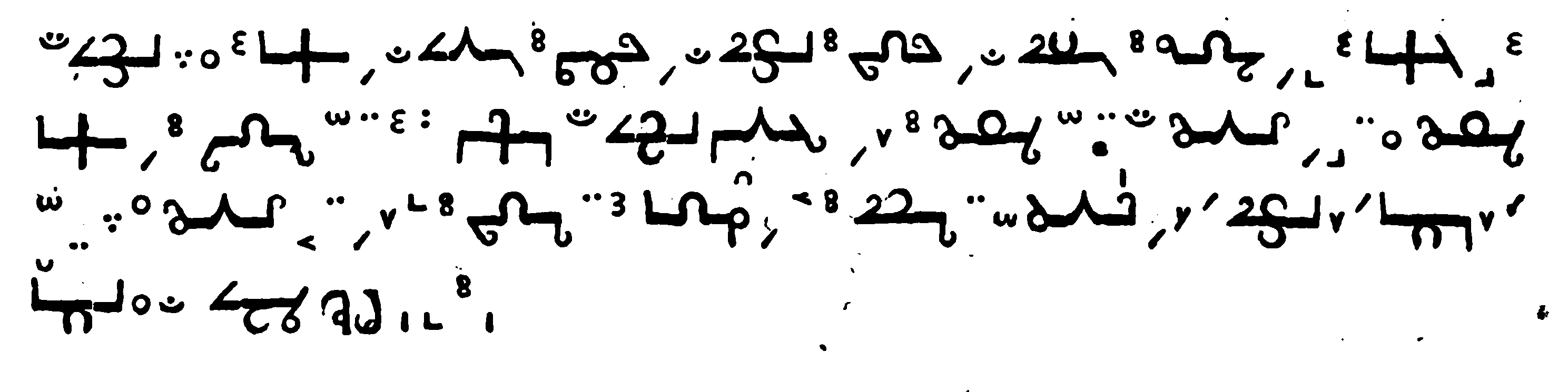
Молитва «Отче наш», записанная на языке Уилкинса

Самым известным трудом Уилкинса является вышедший в 1668 году «Опыт о подлинной символике и философском языке». В этом трактате Уилкинс разрабатывает подход к созданию универсального языка для общения учёных и философов, который пришёл бы на смену господствовавшей тогда в научном сообществе латыни. Этот проект является одним из самых амбициозных проектов создания плановых языков. Уилкинс разработал черновой вариант этого универсального языка, включающий универсальные письмо, словарь, грамматику и фонетику. Одним из аспектов этой работы стало предложение десятичной системы измерений, которое впоследствии было реализовано в виде метрической системы мер.
Также в этой книге Уилкинс предложил использовать восьмеричную систему счисления вместо десятичной.

## Сочинения

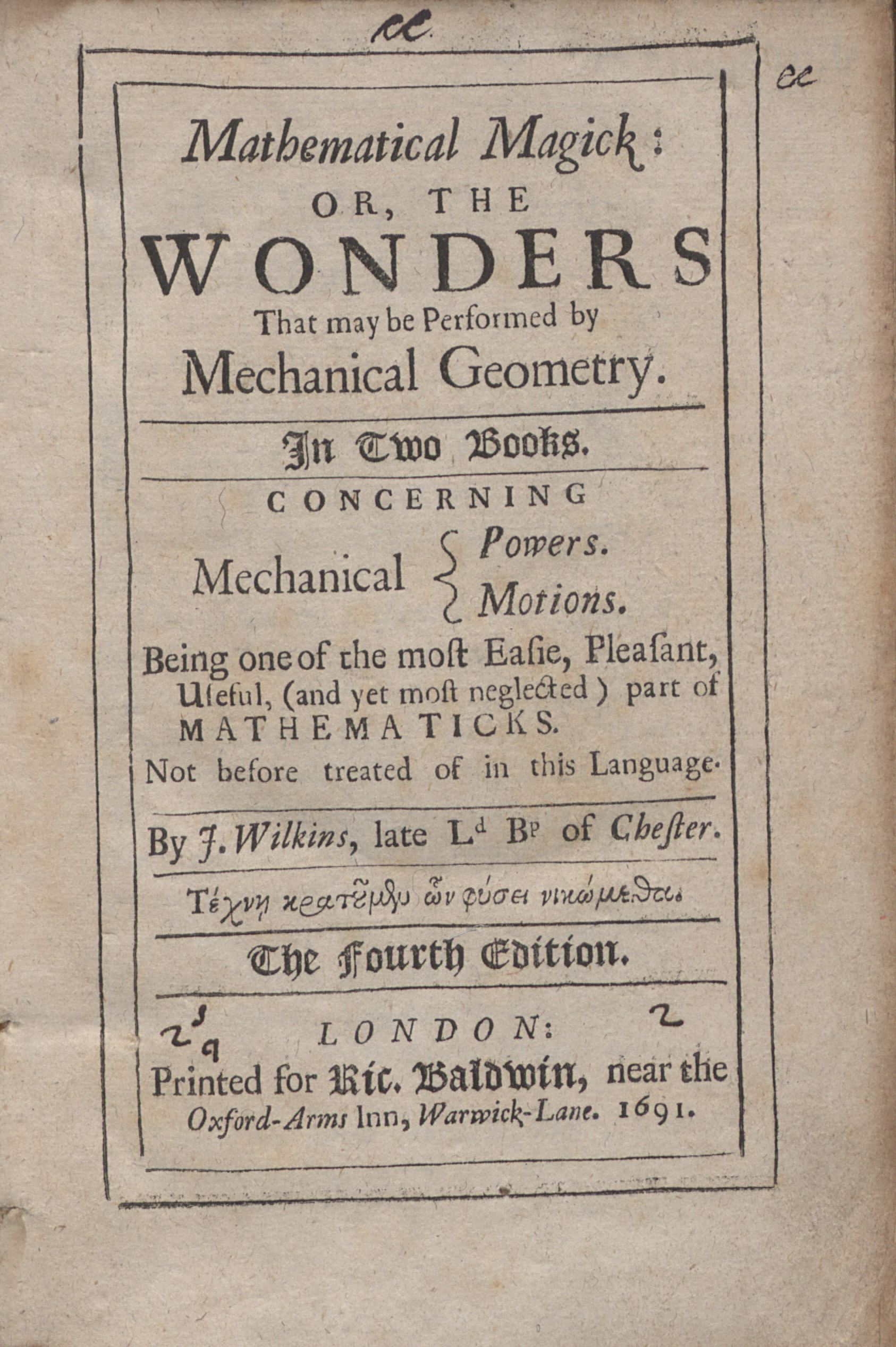
Математическая магия, издание 1691 года

- The Discovery of a World in the Moone (1638)
- A Discourse Concerning a New Planet (1640)
- Mercury, or the Secret and Swift Messenger (1641)
- Ecclesiastes (1646)
- Mathematical Magick (1648)
- A Discourse Concerning the Beauty of Providence (1649)
- A discourse concerning the gift of prayer: shewing what it is, wherein it consists and how far it is attainable by industry (1651)
- Vindiciae academiarum (1654), в соавторстве с Сетом Вардом
- An Essay towards a Real Character and a Philosophical Language (1668)
- Of the Principle and Duties of Natural Religion, London, UK: Archive, 1675.

### На русском языке
- Борхес Х.Л. Аналитический язык Джона Уилкинса // Собрание сочинений, Т. 2. — Амфора, 2005. — С. 416—420.
- Эко У. Поиски совершенного языка в европейской культуре. — СПб: Alexandria, 2007.

### На английском языке
- Davies. The Family and Connections of John Wilkins, 1614–72 // Oxoniensia. — 2004. — № LXIX.
- Rooney, Anne. The History of Mathematics. — Rosen Publishing Group, 2006. — P. 65.
- Alister E. McGrath. A Scientific Theology: Nature. — 2001. — P. 242.
- Henry, John. Wilkins, John (англ.) // Oxford Dictionary of National Biography.
- Geoffrey Russell Richards Treasure. Who's who in British History: A-H. — Taylor & Francis, 1998. — P. 1309.
- Barbara J. Shapiro. John Wilkins, 1614–1672: An Intellectual Biography. — University of California Press, 1969. — P. 257.
- Adrian Tinniswood. His Invention So Fertile: A life of Christopher Wren. — 2001. — P. 23-24.
- Margery Purver. The Royal Society: Concept and Creation. — 1967. — P. 205.
- Lisa Jardine. The Curious Life of Robert Hooke. — 2003. — P. 63–75.
- Mordechai Feingold. Before Newton: The Life and Times of Isaac Barrow. — 1990. — P. 52–3.
- Daniel Garber&Michael Ayers, editors. The Cambridge History of Seventeenth-century Philosophy, volume II. — 2003. — P. 1455.
- N.H.Keeble. The Restoration: England in the 1660s. — 2002. — P. 123.
- Stephen Inwood. The Forgotten Genius: The Biography of Robert Hooke 1635–1703. — MacAdam/Cage Publishing, isbn 1-59692-115-3, 2005.
- James R.Knowlson. A Note on Bishop Godwin's "Man in the Moone:" The East Indies Trade Route and a 'Language' of Musical Notes // Modern Philology. — 1968. — Т. 65, № 4. — P. 357–91.
- I.M.Green. Print and Protestantism in Early Modern England. — 2000. — P. 109.
- Theresa Enos. Encyclopedia of Rhetoric and Composition: Communication from Ancient Times to the Information Age. — 1996. — P. 764.
- Nicholas Guyatt. Providence and the Invention of the United States, 1607–1876. — Cambridge University Press, 2007. — P. 43.
- Allen G. Debus. Science and Education in the Seventeenth Century: The Webster-Ward Debate. — 1970.
- Dictionary of Seventeenth Century British Philosophers, article on Webster, / Andrew Pyle, editor. — 2000. — P. 867—870.

### На эсперанто
- Drezen E. La unuaj provoj kaj projektoj de la universalaj lingvoj ĝis XVIII jarcento // Historio de la Mondolingvo. — 3-a eldono. — Moskvo: Progreso, 1991. — С. 91—94. — 454 с. — ISBN 5-01-002610-4.